# Refusenik (Israel)
Os refuseniks (em hebraico סרבנים , transl. sarvanîm, de sarav : "aqueles que se recusam") são objetores de consciência israelenses, que se recusam a servir ao Tsahal. Alguns deles se recusam principalmente a combater nos territórios ocupados. É um movimento importante e crescente, embora a objeção de consciência não seja acatada pelo estado judeu. 
O movimento começou em 1979 com Gadi Algazi, o primeiro a se recusar a cumprir o serviço militar nos territórios ocupados da Palestina. Itzik Shabbat foi o primeiro refusenik da guerra do Líbano iniciada em julho de 2006.

## Filmografia
- Mur, de Simone Bitton (2004). Documentário sobre os refuseniks e a construção do Muro da Cisjordânia.